# Great Yarmouth Pleasure Beach
Great Yarmouth Pleasure Beach est un parc d'attractions à entrée libre situé dans la ville côtière de Great Yarmouth, dans le comté de Norfolk, en Angleterre. Le parc est ouvert depuis 1909.
La plus célèbre attraction du parc est le parcours de montagnes russes en bois Scenic Railway Roller Coaster, qui date de 1932.

## Histoire

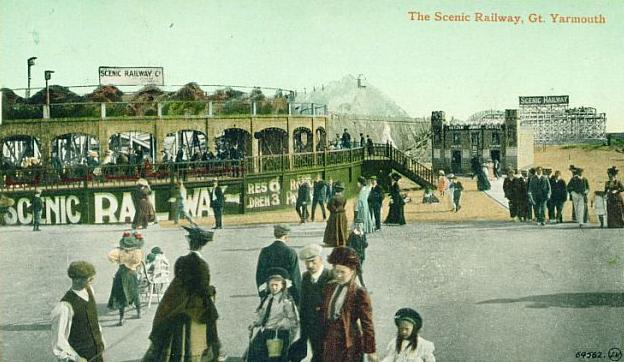
Carte postale du parc de 1909.

La première attraction apparue à Great Yarmouth datant de 1887 fut un Switchback Railway de Thompson. L'attraction fut démontée à la fin du XIXe siècle et transférée au parc Honley Pleasure Beach de Huddersfield.
En 1909, Charles B. Cochran persuade le conseil local de lui louer un terrain pour qu'il y développe un parc d'attractions. Le conseil accepta et lui loua pour 650 livres par an le terrain.
La première attraction construite fut le parcours de montagnes russes Scenic Railway, conçu par William Napier. La seule autre attraction du parc fut le train fantôme nommé Katzen Jammer Castle. Les River Caves furent ajoutées l'année suivante et en 1911, le Katzen Jammer Castle fut remplacé par la grande roue Joy Wheel.
Le parc subit en avril 1919 un incendie qui détruisit partiellement le Scenic Railway, laissant le parc sans attraction majeure. L'attraction fut alors rapidement reconstruite et pu rouvrir en août de la même année. Le parc continua son extension dans les années 1920 avec en 1925 l'ouverture d'un Water Chute, qui sera fermé trois ans plus tard puis d'autres attractions comme Creasta Run, Jack and Jill et Noah's Ark.
En 1928, Pat Collins pris le contrôle du parc après avoir fait une offre au conseil local de 3 500 livres par an. Lui et son fils John Collins firent l'acquisition d'un remplacent du Napier Scenic Railway, un parcours de montagnes russes en 8 qui fut présent au parc de 1929 à 1931.